# Ryūzō Anzai
Ryūzō Anzai (安齋 竜三?, Anzai Ryūzō; Fukushima, 10 novembre 1980) è un allenatore di pallacanestro ed ex cestista giapponese, di ruolo playmaker, professionista nella B.League, allenatore dei Koshigaya Alphas.

## Carriera

### Gli inizi
Si è classificato secondo nella Winter Cup del 1996 presso la Fukushima Technical High School mentre ha perso in finale contro la Noshiro Technical High School con il futuro compagno di squadra Yūta Tabuse. Si è inoltre classificato secondo al campionato universitario giapponese del 1999 con l'Università Takushoku, dove ha giocato anche con Takuma Watanabe, due anni più grande di lui alle scuole elementari, medie, superiori e all'Università.

### Professionismo
Dopo la laurea, si è unito agli Otsuka Shokai Alphas della Japan League, dove ha vinto il titolo di Rookie of the Year.
Si è trasferito poi ai Saitama Broncos della bj League, fondata nel 2005, come prima scelta del draft.
Nel 2007 è poi passato ai Link Tochigi Brex della JBL2. Si tratta di un ritorno al suo vecchio club, dove ricopre anche il ruolo di capitano. Qui, ha contribuito al primo campionato della squadra nella stagione 2009-2010, ma è stato messo in lista di trasferimento nella off-season quando non è stato possibile finalizzare un contratto, ritirandosi poi dalla carriera agonistica nel 2013.

### Allenatore
È stato vice allenatore dei Link Tochigi Brex dalla stagione 2013-2014, dopo il suo ritiro. È stato poi promosso a capo allenatore a metà della stagione 2017-2018 dopo il ritiro di Kenshi Hasegawa per motivi di salute, e nella stagione 2020-21 ha aiutato i Tochigi Blazers a raggiungere le finali per la prima volta in quattro anni, ma hanno perso contro i Chiba Jets Funabashi perdendo così il campionato. Nella stagione successiva, la stagione 2021-2022, la squadra ha raggiunto le finali per il secondo anno consecutivo vincendo la wild card e vincendo due partite consecutive contro i Ryukyu Golden Kings, che erano al primo posto in classifica, per vincere il loro secondo titolo di lega in cinque stagioni, prima di lasciare il ruolo di allenatore capo. In seguito è diventato consigliere della squadra professionistica di riserva dell'Otsuka Shokai, i Koshigaya Alphas, a partire dalla stagione 2022-2023. Dalla stagione successiva 2023-2024 è stato nominato capo allenatore e assistente del direttore generale dei Koshigaya, tornando in campo dopo due stagioni.

## Statistiche

### BJ League
| Anno      | Squadra           | PG  | PT  | MP   | TC%  | 3P%  | TL%  | RP  | AP  | PRP | SP  | PP  |
| --------- | ----------------- | --- | --- | ---- | ---- | ---- | ---- | --- | --- | --- | --- | --- |
| 2008-2009 | Link Tochigi Brex | 35  | 60  | 8,7  | 39,3 | 45,8 | 55,6 | 0,7 | 0,7 | 0,5 | 0   | 1,7 |
| 2009-2010 | Link Tochigi Brex | 39  | 159 | 15,6 | 43,4 | 41,2 | 54,5 | 0,8 | 1,1 | 0,5 | 0   | 4,1 |
| 2010-2011 | Link Tochigi Brex | 30  | 118 | 13,7 | 44,5 | 41,5 | 60,0 | 1,2 | 1,1 | 0,3 | 0,1 | 3,9 |
| 2011-2012 | Link Tochigi Brex | 40  | 173 | 17,0 | 38,5 | 40,4 | 80,0 | 1,5 | 1,1 | 0,7 | 0,2 | 4,3 |
| 2012-2013 | Link Tochigi Brex | 23  | 79  | 13,4 | 30,9 | 31,0 | 50,0 | 1,3 | 1,0 | 0,4 | 0   | 3,4 |
| Carriera  | Carriera          | 167 | 589 | 13,7 | 39,3 | 40,0 | 60,0 | 1,1 | 1,0 | 0,5 | 0,1 | 3,5 |

#### Play-off
| Anno     | Squadra           | PG | PT | MP  | TC%  | 3P% | TL% | RP  | AP  | PRP | SP | PP  |
| -------- | ----------------- | -- | -- | --- | ---- | --- | --- | --- | --- | --- | -- | --- |
| 2010     | Link Tochigi Brex | 5  | 4  | 4,4 | 66,7 | 0   | 0   | 0,2 | 0,4 | 0,4 | 0  | 0,8 |
| Carriera | Carriera          | 5  | 4  | 4,4 | 66,7 | 0   | 0   | 0,2 | 0,4 | 0,4 | 0  | 0,8 |

### Allenatore
| Stagione | Squadra           | Regular Season | Regular Season | Regular Season | Regular Season | Regular Season            | Post Season                                           |
| Stagione | Squadra           | V              | P              | % V            | G              | Posizione finale          | Post Season                                           |
| -------- | ----------------- | -------------- | -------------- | -------------- | -------------- | ------------------------- | ----------------------------------------------------- |
| 2017-18  | Link Tochigi Brex | 30             | 17             | 63,8           | 47             | 4º nella Eastern Division | Sconfitto al Primo Round dai SeaHorses (2-0)          |
| 2018-19  | Link Tochigi Brex | 49             | 11             | 81,7           | 60             | 2º nella Eastern Division | Sconfitto in Semifinale dai Chiba Jets (2-0)          |
| 2019-20  | Utsunomiya Brex   | 31             | 9              | 77,5           | 40             | 2º nella Eastern Division | Play-off annullati a causa della pandemia di COVID-19 |
| 2020-21  | Utsunomiya Brex   | 49             | 11             | 81,7           | 60             | 1º nella Eastern Division | Sconfitto in finale dai Chiba Jets (2-1)              |
| 2021-22  | Utsunomiya Brex   | 42             | 13             | 76,4           | 55             | 2º nella Eastern Division | Campione B.League                                     |
| 2023-24  | Koshigaya Alphas  | 35             | 25             | 58,3           | 60             | 2º nella Eastern Division | Sconfitto in finale dai Lakez (2-0)                   |

## Vita privata
Si è sposato nel giugno 2006. Anche la moglie Mari (nome da nubile Konno) è un'ex giocatrice di pallacanestro, che ha giocato per la JOMO e ha partecipato alle Olimpiadi di Atene.

## Palmarès

### Giocatore
- Japan Basketball League 2: 1

Link Tochigi Brex: 2008
- Japan Basketball League: 1

Link Tochigi Brex: 2010

### Allenatore
- B.League: 1

Utsunomiya Brex: 2022